# Sarcomonadea
Sarcomonadea es un grupo de protistas del filo Cercozoa que viven principalmente en el suelo y el agua dulce. Se caracterizan por ser biflagelados y generalmente se desplazan por deslizamiento sobre el sustrato con la ayuda de los flagelos. No presentan teca y a menudo son ameboides. Las extrusomas son generalmente esféricas o ligeramente elipsoides. Son heterótrofos, alimentándose principalmente de bacterias, excepto Aurigamonas. Incluye el importante grupo Cercomonadida.